# Vinalines Queen
Vinalines Queen mang số hiệu XVHG, MMSI 574953000 với cùng 23 thuyền viên là một tàu thủy chở hàng khô của Công ty vận tải biển Vinalines thuộc Tổng công ty hàng hải Việt Nam quản lý, được bàn giao vào ngày 5 tháng 12 năm 2011 và chính thức đi vào hoạt động. 

## Diễn biến vụ chìm tàu Vinalines Queen
- Tối 22 tháng 12 năm 2011, tàu Vinalines Queen cùng 23 thuyền viên vận chuyển 54.400 tấn quặng Nikel rời cảng Morowali, Indonesia sang cảng Ningde, Trung Quốc, với tình trạng kỹ thuật và trang thiết bị bình thường.

- Lúc 5h48 ngày 25 tháng 12 năm 2011, trong gió cấp 8-9, tàu thông báo nghiêng trái 20 độ, chưa rõ nguyên nhân. Thuyền trưởng chuyển hướng về vị trí an toàn gần Philippines. Một giờ sau, tàu báo độ nghiêng trái còn 18 độ, đang chạy về gần bờ biển Phillipines, rồi mất liên lạc.

- Khoảng 7 giờ ngày 25 tháng 12 năm 2011 (giờ Việt Nam), tàu chạy vận tốc 6 hải lý 1 giờ  thông báo còn nghiêng trái 18º tọa độ 20-00N; 123-47.1E(phía đông-bắc đảo Luzon - Philippines) - khu vực có độ sâu khoảng 5.000m hai phút sau, do nghiêng trái quá lớn kết hợp với sóng to, Vinalines Queen bị lật úp và chìm rất nhanh khiến các thuyền viên không kịp thoát hiểm. Một thủy thủ kịp bám vào phao cứu sinh, các thuyền viên khác mất tích chìm và mất liên lạc với trung tâm mặc dù đã sử dụng mọi hình thức như INM-C, INM-F, DSC.

- Lúc 14h30 ngày 25 tháng 12 năm 2011, Vinalines thông báo cho Trung tâm Phối hợp tìm kiếm, cứu nạn hàng hải Việt Nam về việc tàu Vinalines Queen mất tín hiệu.

- Chiều 26 tháng 12 năm 2011, thông tin Vinalines Queen mất tích cùng 23 thuyền viên được phát đi. Lực lượng cứu hộ Đài Loan 2 lần điều phương tiện ra hiện trường tìm kiếm nhưng do khu vực đó sóng gió rất lớn nên không hoạt động được.

- Chiều ngày 27 tháng 12 năm 2011, Cục phòng vệ bờ biển Nhật Bản tìm kiếm và phát hiện vệt dầu loang gần tọa độ tàu báo nghiêng rồi mất tín hiệu.

- Sáng ngày 28 tháng 12 năm 2011, trực thăng của Cơ quan phòng vệ bờ biển Nhật Bản lại bay suốt 3 giờ quanh khu vực tàu Việt Nam mất tích nhưng vẫn chỉ thấy vệt dầu loang.

- Ngày 29 tháng 12 năm 2011, việc tìm kiếm bằng trực thăng tạm ngừng. Nhiều chuyên gia cho rằng tàu chìm do quặng hóa lỏng không ổn định, gây mất thăng bằng trong điều kiện thời tiết xấu.

- Đến 10h30 sáng 30 tháng 12 năm 2011, tàu London Courage đang trên đường tới Singapore thì phát hiện bè cứu sinh và thủy thủ Đậu Ngọc Hùng[1], là thủy thủ trên tàu Vinalines Queen bị chìm đã được tàu London Courage cứu. 22 thuyền viên còn lại chưa có tung tích.

- Sáng ngày 4 tháng 1 năm 2012, tàu London Courage cập cảng Singapore. Thủy thủ Hùng được làm thủ tục về nước. Những ngày tiếp theo, lực lượng phòng vệ bờ biển của Nhật Bản, Philippines liên tục điều máy bay, tàu biển tìm kiếm các nạn nhân mất tích nhưng không có kết quả.

## Danh sách thuyền viên tàu Vinalines Queen
| STT | Họ & Tên           | Năm sinh | Quê quán   | Chức danh           |
| --- | ------------------ | -------- | ---------- | ------------------- |
| 1   | Nguyễn Văn Thiện   | 1968     | Hưng Yên   | Thuyền trưởng       |
| 2   | Hồ Quang Đức       | 1981     | Thái Bình  | Thuyền phó          |
| 3   | Lê Quang Huy       | 1981     | Yên Bái    | Thuyền phó 2        |
| 4   | Vũ Đức Hạnh        | 1983     | Hải Phòng  | Thuyền phó 3        |
| 5   | Lê Bá Trúc         | 1953     | Thanh Hóa  | Máy trưởng          |
| 6   | Phạm Trung Tuyến   | 1977     | Hải Phòng  | Máy 2               |
| 7   | Đỗ Anh Đức         | 1980     | Hải Phòng  | Máy 3               |
| 8   | Quách Văn Hiếu     | 1982     | Hải Phòng  | Máy 4               |
| 9   | Đặng Văn Kiệm      | 1963     | Hải Phòng  | Thủy thủ trưởng     |
| 10  | Trần Đình Thư      | 1985     | Hà Nội     | Thủy thủ chính thức |
| 11  | Đậu Ngọc Hùng      | 1980     | Nghệ An    | Thủy thủ chính thức |
| 12  | Đặng Văn Sơn       | 1984     | Hải Phòng  | Thủy thủ chính thức |
| 13  | Trần Đại Nghĩa     | 1984     | Thanh Hóa  | Thủy thủ            |
| 14  | Ngô Văn Lâm        | 1985     | Hải Phòng  | Thủy thủ            |
| 15  | Tống Văn Thử       | 1987     | Thanh Hóa  | Thủy thủ            |
| 16  | Nguyễn Kim Kiên    | 1985     | Hải Phòng  | Sĩ quan vô tuyến    |
| 17  | Vũ Thiện Phong     | 1987     | Hải Phòng  | Thợ máy             |
| 18  | Nguyễn Văn Duy     | 1985     | Nam Định   | Thợ máy             |
| 19  | Nguyễn Tài Phương  | 1984     | Thanh Hóa  | Thợ máy             |
| 20  | Bùi Văn Phúc       | 1987     | Hải Phòng  | Thợ bảo dưỡng       |
| 21  | Đỗ Văn Cường       | 1987     | Hải Phòng  | Thợ bảo dưỡng       |
| 22  | Trương Thanh Quyền | 1986     | Quảng Bình | Bếp                 |
| 23  | Phạm Đức Hải       | 1987     | Hải Phòng  | Phục vụ             |

## Lý do tàu chìm
Theo  kết luận điều tra của Cục Hàng hải Việt Nam mà đã báo cáo cho Bộ Giao thông Vận tải, Vinalines Queen bị chìm vì hành trình trong điều kiện thời tiết xấu, nickel trên tàu hóa lỏng làm tàu bị nghiêng. Nhận định của thuyền trưởng về sự cố lại thiếu chính xác nên đã đưa ra những hành động không có hiệu quả khiến tàu chìm.